# Liste d'écrivains américains par année de naissance
Liste d'écrivains américains (des États-Unis), classés par année de naissance (puis par ordre alphabétique au sein de chaque année).

## XVIesiècle
- Thomas Morton (1579 - 1647)
- John Winthrop (1588 - 1649)
- William Bradford (1590 - 1657)

## XVIIesiècle
- Roger Williams (1603 - 1683)
- Anne Bradstreet (1612 - 1672)
- Mary Rowlandson (1636 - 1711)
- Edward Taylor (1642 - 1729)
- Robert Calef (en) (1648 - 1719)
- Samuel Sewall (1652 - 1730)
- Cotton Mather (1663 - 1728)
- Sarah Kemble Knight (1666 - 1727)
- William Moraley (1699 - 1762)

## XVIIIesiècle
- Jonathan Edwards (1703 - 1758)
- Benjamin Franklin (1706 - 1790)
- J. Hector St John de Crèvecoeur (1735 - 1813)
- Elizabeth Graeme Fergusson (1737-1801)
- Robert Bolling (1738-1775)
- Thomas Jefferson (1743 - 1826)
- Olaudah Equiano (1745 - 1797)

### 1750
- Judith Sargent Murray (1751 - 1820)
- Philip Freneau (1752 - 1832)
- Phillis Wheatley (1753 - 1784)
- Hannah Websters Foster, 1758 - 1840
- Mason Locke Weems, 1759 - 1825
- Susanna Rowson, 1762 - 1824
- Tabitha Gilman Tenney, 1762 - 1837
- William Hill Brown, 1765 - 1793

### 1770
- Charles Brockden Brown, 1771 - 1810
- Francis Scott Key, 1779 - 1843
- Clement Clarke Moore, 1779 - 1863
- Washington Allston, 1779 - 1843

### 1780
- Washington Irving, 1783 - 1859
- James Fenimore Cooper, 1789 - 1851
- Catharine Maria Sedgwick, 1789 - 1867

### 1790
- John Howard Payne, 1791 - 1852
- Lydia Howard Huntley Sigourney, 1791 - 1867
- John Neal, 1793 - 1876
- William Cullen Bryant, 1794 - 1878
- John Pendleton Kennedy, 1795 - 1870
- John Lofland, 1798 - 1849
- John Kearsley Mitchell, 1798 - 1858
- William Apess (en), 1798 - 1839
- Robert Charles Sands, 1799 - 1832

## XIXesiècle

### 1800-1850

#### 1800
- Jane Johnston Schoolcraft, 1800 - 1842
- John Hill Hewitt, 1801 - 1890
- Caroline Stansbury Kirkland, 1801 - 1864
- Lydia Maria Child, 1802 - 1880
- Ralph Waldo Emerson, 1803 - 1882
- George Lunt, 1803 - 1885
- Nathaniel Hawthorne, 1804 - 1864
- Robert Montgomery Bird, 1806 - 1854
- Nathaniel Parker Willis, 1806 - 1867
- William Gilmore Simms, 1806 - 1870
- Theodore Fay, 1807 - 1898
- Henry Longfellow, 1807 - 1882
- John Greenleaf Whittier, 1807 - 1892
- William Davis Gallagher, 1808 - 1894
- Willis Gaylord Clark, 1808 - 1841
- Edgar Allan Poe, 1809 - 1849
- Abraham Lincoln, 1809 - 1865

#### 1810
- Margaret Fuller, 1810 - 1850
- Harriet Beecher Stowe, 1811 - 1896
- Fanny Fern, 1811 - 1872
- Thomas Gold Appleton, 1812 - 1884
- Harriet Jacobs, 1813 - 1897
- Rebecca Harding Davis, 1813 - 1910
- Jones Very, 1813 - 1880
- Abraham Coles, 1813 - 1891
- William Wells Brown, 1814 - 1884
- Eliza Farnham (1815 - 1864)
- Henry David Thoreau, 1817 - 1862
- James Thomas Fields, 1817 - 1881
- Thomas Mayne Reid, 1818 - 1883
- William Ellery Channing, 1818 - 1901
- Frederick Douglass, 1818 - 1895
- Herman Melville, 1819 - 1891
- James Russell Lowell, 1819 - 1891
- Walt Whitman, 1819 - 1892

#### 1820
- Edward Everett Hale, 1822 - 1909
- Elizabeth Drew Stoddard, 1823 - 1902
- George Henry Boker, 1823 - 1890
- Bayard Taylor, 1825 - 1878
- Frances Ellen Watkins Harper, 1825 - 1911
- James Madison Bell, 1826 - 1902
- John William De Forest, 1826 - 1906
- Henry Timrod, 1828 - 1867
- Fitz-James O'Brien, 1828 - 1862
- Abel Beach, 1829 - 1899

#### 1830
- Paul Hamilton Hayne, 1830 - 1886
- Emily Dickinson, 1830 - 1886
- Mary Mapes Dodge, 1831 - 1905
- Louisa May Alcott, 1832 - 1888
- María Amparo Ruiz de Burton (en), 1832 - 1895
- Mark Twain, 1835 - 1910
- Henry Ames Blood, 1836 - 1900
- Bret Harte, 1836 - 1902
- Thomas Bailey Aldrich, 1836 - 1907
- William Dean Howells, 1837 - 1920
- Henry Adams, 1838 - 1918
- James A. Herne, 1839 - 1901

#### 1840
- Ingersoll Lockwood, 1841 - 1918
- Sidney Lanier, 1842 - 1881
- William James, 1842 - 1910
- Ambrose Bierce, 1842 - 1914
- Bronson Howard, 1842 - 1908
- Henry James, 1843 - 1916
- Richard Watson Gilder, 1844 - 1909
- Sarah Winnemucca, 1844 - 1891
- George Washington Cable, 1844 - 1925
- Edgar Fawcett, 1847 - 1904
- Joel Chandler Harris, 1848 - 1908
- John Vance Cheney, 1848 - 1922
- Joseph Arthur, 1848 - 1906
- Emma Lazarus, 1849 - 1887
- Sarah Orne Jewett, 1849 - 1909

#### 1850
- Kate Chopin, 1850 - 1904
- Edward Bellamy, 1850 - 1898
- Florence Carpenter Dieudonné, 1850 - 1927
- Eugene Field, 1850 - 1895

### 1851-1899
- Mary Eleanor Wilkins Freeman, 1852 - 1930
- W. C. Morrow, 1854 - 1923
- Henry Cuyler Bunner, 1855 - 1896
- Lyman Frank Baum, 1856 - 1919
- Harold Frederic, 1856 - 1898
- Booker T. Washington, 1856 - 1915
- Anna Julia Cooper, 1858 - 1964
- Pauline Hopkins, 1859 - 1930

#### 1860
- Hamlin Garland, 1860 - 1940
- Abraham Cahan (en), 1860 - 1951
- Charlotte Perkins Gilman, 1860 - 1935
- O. Henry, 1862 - 1910
- Edith Wharton, 1862 - 1937
- Martha Young (1862–1941)
- Ida B. Wells-Barnett, 1862 - 1931
- Josephine White Bates, 1862-1934
- Joséphine Diebitsch Peary, 1863 - 1955
- Black Elk, 1863 - 1950
- Richard Hovey, 1864 - 1900
- Sui Sin Far (en) (Edith Maude Eaton), 1865 - 1914
- Laura Ingalls Wilder, 1867 - 1957
- Mary Hunter Austin, 1868 - 1934
- Elizabeth Dejeans, 1868 - 1928
- W.E.B. Du Bois, 1868 - 1963
- Edgar Lee Masters, 1868 - 1935
- Edwin Arlington Robinson, 1869 - 1935
- Temple Bailey, 1869 - 1953

#### 1870
- Frank Norris, 1870 - 1902
- Stephen Crane, 1871 - 1900
- Theodore Dreiser, 1871 - 1945
- James Weldon Johnson, 1871 - 1938
- Paul Laurence Dunbar, 1872 - 1906
- Willa Cather, 1873 - 1947
- Bell Elliott Palmer (1873 – 1947)
- Gertrude Stein, 1874 - 1946
- Amy Lowell, 1874 - 1925
- Robert Frost, 1874 - 1963
- Edgar Rice Burroughs, 1875 - 1950
- Jeannette Augustus Marks, 1875 - 1964
- Jack London, 1876 - 1916
- Zitkala-Ša, 1876 - 1938
- Susan Glaspell, 1876 - 1948
- Sherwood Anderson, 1876 - 1941
- Carl Sandburg, 1878 - 1967
- Upton Sinclair, 1878 - 1968
- Wallace Stevens, 1879 - 1955

#### 1880
- Mina Loy, 1882 - 1966
- William Carlos Williams, 1883 - 1963
- Cornelia Meigs, 1884 - 1973
- Sinclair Lewis, 1885 - 1951
- Ezra Pound, 1885 - 1972
- Lizzie Yu Der Ling, 1885 - 1944
- H.D. (Hilda Doolittle), 1886 - 1961
- Rose Wilder Lane, 1886-1968
- Marianne Moore, 1887 - 1972
- Raymond Chandler, 1888 - 1959
- T. S. Eliot, 1888 - 1965
- Alan Seeger, 1888 - 1916
- Eugene O'Neill, 1888 - 1953
- Charles Boardman Hawes, 1889 - 1923
- Conrad Aiken, 1889 - 1973
- Claude McKay, 1889 - 1948

#### 1890
- Katherine Anne Porter, 1890 - 1980
- Howard Phillips Lovecraft, 1890 - 1937
- Conrad Richter, 1890 - 1968
- Zora Neale Hurston, 1891 - 1960
- Nella Larsen, 1891 - 1964
- Henry Miller, 1891 - 1980
- Jim Tully, 1891 - 1947
- Edna St. Vincent Millay, 1892 - 1950
- Pearl Buck, 1892 - 1973
- Monica Shannon, 1893 - 1965
- Dorothy Parker, 1893 - 1967
- E. E. Cummings, 1894 - 1962
- Jean Toomer, 1894 - 1967
- Dashiell Hammett, 1894 - 1961
- Carol Ryrie Brink, 1895 - 1981
- F. Scott Fitzgerald, 1896 - 1940
- John Dos Passos, 1896 - 1970
- Louis Bromfield, 1896 - 1956
- William Faulkner, 1897 - 1962
- Thornton Wilder, 1897 - 1975
- Ernest Hemingway, 1899 - 1961

## XXesiècle

### 1900-1950

#### 1900
- Thomas Wolfe, 1900 - 1938
- Margaret Mitchell, 1900 - 1949
- Sterling Allen Brown, 1901 - 1989
- Langston Hughes, 1902 - 1967
- Kay Boyle, 1902 - 1992
- John Steinbeck, 1902 - 1968
- Erskine Caldwell, 1903 - 1987
- Countee Cullen, 1903 - 1946
- William Irish, 1903 - 1968
- Anaïs Nin, 1903 - 1977
- Lorine Niedecker, 1903 - 1970
- Robert Penn Warren, 1905 - 1989
- Stanley Kunitz (en), 1905 - 2006
- Robert A. Heinlein, 1907 - 1988
- William Maxwell, 1908 - 2000
- George Oppen, 1908 - 1984
- Richard Wright, 1908 - 1960
- Jack Williamson, 1908 - 2006
- Theodore Roethke, 1908 - 1963
- William Saroyan, 1908 - 1981
- Nelson Algren, 1909 - 1981
- John Fante, 1909 - 1983
- Chester Himes, 1909 - 1984
- Wallace Stegner, 1909 - 1993
- Eudora Welty, 1909 - 2001

#### 1910
- Paul Bowles, 1910 - 1999
- Charles Olson, 1910 - 1970
- Elizabeth Bishop, 1911 - 1979
- Tennessee Williams, 1911 - 1983
- L. Ron Hubbard, 1911 - 1986
- John Cheever, 1912 - 1982
- A. E. van Vogt, 1912 - 2000
- Carlos Bulosan (en), 1913 - 1956
- Robert Hayden, 1913 - 1980
- Randall Jarrell, 1914 - 1965
- John Berryman, 1914 - 1972
- William S. Burroughs, 1914 - 1997
- Bernard Malamud, 1914 - 1986
- Ralph Ellison, 1914 - 1994
- Saul Bellow, 1915 - 2005
- Thomas Savage, 1915 - 2003
- Arthur Miller, 1915 - 2005
- Herman Wouk, 1915 - 2019
- Shelby Foote, 1916 - 2005
- Walker Percy, 1916 - 1990
- Carson McCullers, 1917 - 1967
- Robert Lowell, 1917 - 1977
- Gwendolyn Brooks, 1917 - 2000
- Robert C. O'Brien, 1918 - 1973
- Philip José Farmer, 1918 - 2009
- Frederik Pohl, 1919 - 2013
- Robert Duncan, 1919 - 1988
- J. D. Salinger, 1919 - 2010

#### 1920
- Isaac Asimov, 1920 - 1992
- Ray Bradbury, 1920 - 2012
- Charles Bukowski, 1920 - 1994
- John Graves, 1920 - 2013
- Patricia Highsmith, 1921 - 1995
- Richard Wilbur, 1921 - 2017
- William Gaddis, 1922 - 1998
- Jack Kerouac, 1922 - 1969
- Damon Knight, 1922 - 2002
- Grace Paley, 1922 - 2007
- Kurt Vonnegut, 1922 - 2007
- James Dickey, 1923 - 1997
- Joseph Heller, 1923 - 1999
- Denise Levertov, 1923 - 1997
- Norman Mailer, 1923 - 2007
- Gordon R. Dickson, 1923 - 2001
- James E. Gunn, 1923 -
- James Baldwin, 1924 - 1987
- Truman Capote, 1924 - 1984
- William Humphrey, 1924 - 1997
- Leonard Nathan, 1924 - 2007
- Kenneth Koch, 1925 - 2002
- Elmore Leonard, 1925 - 2013
- Flannery O'Connor, 1925 - 1964
- James Salter, 1925 - 2015
- William Styron, 1925 - 2006
- Gore Vidal, 1925 - 2012
- A. R. Ammons, 1926 - 2001
- Poul Anderson, 1926 - 2001
- Robert Creeley, 1926 - 2005
- J. P. Donleavy, 1926 - 2017
- Allen Ginsberg, 1926 - 1997
- Harper Lee, 1926 - 2016
- Alison Lurie, 1926 -
- Ed McBain, 1926 - 2005
- James Merrill, 1926 - 1995
- Frank O'Hara, 1926 - 1966
- Edward Abbey, 1927 - 1989
- John Ashbery, 1927 - 2017
- Mary Higgins Clark, 1927 -
- Galway Kinnell (en), 1927 - 2014
- William S. Merwin, 1927 -
- James Wright[Lequel ?], 1927 - 1980
- Susan Taubes (1928-1969)
- Philip Levine, 1928 - 2015
- Edward Albee, 1928 - 2016
- Philip K. Dick, 1928 - 1982
- Raymond Federman, 1928 - 2009
- William J. Kennedy, 1928 -
- Alan E. Nourse, 1928 - 1992
- Cynthia Ozick, 1928 -
- Robert M. Pirsig, 1928 - 2017
- Hubert Selby, Jr., 1928 - 2004
- Anne Sexton, 1928 - 1974
- Frederick Exley, 1929 - 1992
- Ursula K. Le Guin, 1929 - 2018
- Doris Orgel (1929 - 2020)
- Adrienne Rich, 1929 - 2012

#### 1930
- John Barth, 1930 -
- Gregory Corso, 1930 - 2001
- Gary Snyder, 1930 -
- Newton Thornburg, 1930 - 2011
- Donald Barthelme, 1931 - 1989
- Don Carpenter, 1931 - 1995
- E. L. Doctorow, 1931 - 2015
- Toni Morrison, 1931 - 2019
- Tom Wolfe, 1931 - 2018
- Robert Coover, 1932 -
- Sylvia Plath, 1932 - 1963
- John Gregory Dunne, 1932 - 2003
- Luke Rhinehart (George Cockcroft), 1932 - 2020
- John Updike, 1932 - 2009
- John Gardner, 1933 - 1982
- Ernest J. Gaines, 1933 - 2019
- Cormac McCarthy, 1933 -
- Jerry Pournelle, 1933 - 2017
- Philip Roth, 1933 - 2018
- Harlan Ellison, 1934 - 2018
- Amiri Baraka, 1934 - 2014
- N. Scott Momaday, 1934 -
- Gerald Vizenor, 1934 -
- Audre Lorde, 1934 - 1992
- Richard Brautigan, 1935 - 1984
- Harry Crews, 1935 - 2012
- Ken Kesey, 1935 - 2001
- Mary Oliver, 1935 - 2019
- Annie Proulx, 1935 -
- Robert Silverberg, 1935 -
- Charles Wright, 1935 -
- Richard Bach, 1936 -
- Lucille Clifton, 1936 - 2010
- Don DeLillo, 1936 -
- Stephen Dixon, 1936 -
- James Lee Burke, 1936 -
- Larry McMurtry, 1936 -
- Rudolfo Anaya (en), 1937 - 2020
- Jerome Charyn, 1937 -
- Jim Harrison, 1937 - 2016
- Andrew J. Offutt, 1937 - 2013
- Toby Olson, 1937 -
- Thomas Pynchon, 1937 -
- Robert Stone, 1937 - 2015
- Hunter S. Thompson, 1937 - 2005
- John Kennedy Toole, 1937 - 1969
- Raymond Carver, 1938 - 1988
- William Kotzwinkle, 1938 -
- Joyce Carol Oates, 1938 -
- Ishmael Reed, 1938 -
- Charles Simic, 1938 -
- Michael S. Harper (en), 1938 - 2016
- Toni Cade Bambara, 1939 -

#### 1940
- Russell Banks, 1940 - 2023
- Maxine Hong Kingston, 1940 -
- Fanny Howe, 1940 -
- Robert Pinsky, 1940 -
- Norman Spinrad, 1940 -
- Max Apple (en), 1941 -
- Frederick Busch, 1941 - 2006
- Billy Collins, 1941 -
- Simon J. Ortiz (en), 1941 -
- Anne Tyler, 1941 -
- John Edgar Wideman, 1941 -
- Gloria Anzaldúa, 1942 - 2004
- Leighton Gage, 1942 - 2013
- John Irving, 1942 -
- Ron Padgett, 1942 -
- Sam Shepard, 1943 - 2017
- Louise Glück, 1943 -
- Steven Millhauser, 1943 -
- Dan Fante, 1944 - 2015
- Michael J. Meade, 1944 -
- Alice Walker, 1944 -
- Joy Williams, 1944 -
- Kent Anderson, 1945 -
- Annie Dillard, 1945 -
- Richard Bausch, 1945 -
- Robert Olen Butler, 1945 -
- Thom Jones, 1945 - 2016
- John Perkins, 1945 -
- Tobias Wolff, 1945 -
- Terry Baum (1946 -
- Tim O'Brien, 1946 -
- Paul Auster, 1947 - 2024
- Ann Beattie, 1947 -
- Tom Clancy, 1947 - 2013
- Tim Gautreaux, 1947 -
- Yusef Komunyakaa, 1947 -
- Stephen King, 1947 -
- David Mamet, 1947 -
- T. C. Boyle, 1948 -
- James Ellroy, 1948 -
- William Gibson, 1948 -
- George R. R. Martin, 1948 -
- Marta Randall, 1948 -
- Leslie Marmon Silko, 1948 -
- Art Spiegelman, 1948 -
- Dan Simmons, 1948 -
- Jack Barsky, 1949 -
- Lois McMaster Bujold, 1949 -
- Denis Johnson, 1949 - 2017
- Kent M. Keith, 1949 -
- Richard Russo, 1949 -
- Jane Smiley, 1949 -

#### 1950
- Julia Alvarez, 1950 -
- Jorie Graham (en), 1950 -
- Mark SaFranko, 1950 -

### 1951-2000
- Lily Burana (écrit au XXIe siècle)
- Mary H.K. Choi (écrit au XXIe siècle)
- Leighann Dobbs (écrit au XXIe siècle)
- Kirk W. Johnson (écrit au XXIe siècle)
- Jeffrey McClanahan (écrit au XXIe siècle)
- Regina Porter (écrit au XXIe siècle)
- Sarah Thankam Mathews (écrit au XXIe siècle)
- Larry Brown, 1951 - 2004
- Joy Harjo, 1951 -
- Amy Hempel, 1951 -
- Orson Scott Card, 1951 -
- Richard Crasta, 1952 -
- Michael Cunningham, 1952 -
- Rita Dove, 1952 -
- Jayne Anne Phillips, 1952 -
- Alberto Ríos, 1952 -
- Amy Tan, 1952 -
- Kevin Canty, 1953 -
- Tom Gabbay, 1953 -
- Alice McDermott, 1953 -
- Ron Rash, 1953 -
- Don Winslow, 1953 -
- Elmaz Abinader, 1954 -
- Andrea Barrett, 1954 -
- Sandra Cisneros, 1954 -
- Lorna Dee Cervantes (en), 1954 -
- Louise Erdrich, 1954 -
- Siri Hustvedt, 1955 -
- Barbara Kingsolver, 1955 -
- Cathy Song (en), 1955 -
- Jim Grimsley, 1955 -
- Douglas Kennedy, 1955 -
- Percival Everett, 1956 -
- David Guterson, 1956 -
- Rob Roberge, 1956 -
- Kevin Shipp (1956-)
- Elizabeth Strout, 1956 -
- Richard Zimler, 1956 -
- Michael Connelly, 1957 -
- Li-Young Lee (en), 1957 -
- James McBride, 1957 -
- Lorrie Moore, 1957 -
- Richard Powers, 1957 -
- Lionel Shriver, 1957 -
- Linda Joy Singleton, 1957 -
- Donald Antrim, 1958 -
- Rick Bass, 1958 -
- Pete Fromm, 1958 -
- Chris Offutt, 1958 -
- George Saunders, 1958 -
- William T. Vollmann, 1959 -
- Jonathan Franzen, 1959 -
- Bruce Holbert, 1959 -
- Dejan Stojanović, 1959 -

#### 1960
- Jeffrey Eugenides, 1960 -
- Greg Iles, 1960 - 2025
- Colin Harrison, 1960 -
- Laura Kasischke, 1961 -
- David Leavitt, 1961 -
- David Means, 1961 -
- Rick Moody, 1961 -
- Cecilia Samartin, 1961 -
- Paul Beatty, 1962 -
- Suzy Becker, 1962 -
- David Foster Wallace, 1962 - 2008
- Chuck Palahniuk, 1962 -
- Michael Chabon, 1963 -
- Iain Levison, 1963 -
- Nicholas Nicastro, 1963 -
- Donna Tartt, 1963 -
- Jonathan Ames, 1964 -
- Dan Brown, 1964 -
- Dan Chaon, 1964 -
- Craig Clevenger, 1964 -
- Bret Easton Ellis, 1964 -
- Lisa Teasley, 1964-
- Augusten Burroughs, 1965 -
- Beth Fantaskey, 1965 -
- Dennis Lehane, 1965 -
- Scott Wolven, 1965 -
- Sherman Alexie, 1966 -
- Mark Z. Danielewski, 1966 -
- Brian Evenson, 1966 -
- Matthew Specktor, 1966 -
- David Vann, 1966 -
- Paul Harding, 1967 -
- Adam Johnson, 1967 -
- Jhumpa Lahiri, 1967 -
- Willy Vlautin, 1967 -
- James Altucher, 1968 -
- Mitch Cullin, 1968 -
- Junot Díaz, 1968 -
- Rachel Kushner, 1968 -
- Sam Lipsyte, 1968 -
- Arthur Phillips, 1969 -
- Jake Adelstein, 1969 -
- Colson Whitehead, 1969 -

#### 1970
- Chris Adrian, 1970 -
- Dave Eggers, 1970 -
- Simone Elkeles, 1970 -
- Nathan Englander, 1970 -
- Adam Haslett, 1970 -
- Andrew Sean Greer, 1970 -
- Trenton Lee Stewart, 1970-
- Christopher Coake, 1971 -
- Atticus Lish, 1972 -
- Helena Mesa, 1972 -
- Greg Olear, 1972 -
- Andrew Porter, 1972 -
- Gary Shteyngart, 1972 -
- Anthony Doerr, 1973 -
- Alexander Maksik, 1973 -
- Frank Bill, 1974 -
- Nicole Krauss, 1974 -
- John D'Agata, 1975 -
- Travis Mulhauser, 1976 -
- Jesmyn Ward, 1977 -
- Jonathan Safran Foer, 1977 -
- William Boyle, 1978 -
- Dan Gemeinhart, 1978 -
- Lauren Groff, 1978 -
- Nickolas Butler, 1979 -
- Carson Cistulli, 1979 -
- Ben Lerner, 1979 -
- Benjamin Percy, 1979 -

#### 1980
- Genese Davis, 1984-
- Kristen Radtke, 1987-

#### 1990
- Fabrice Guerrier, 1991-
- Hafsah Faizal, 1993.

## Autres listes
- Liste alphabétique d'écrivains américains
- Liste de poètes américains (alphabétique)
- Liste amerikanischer Schriftsteller (de)
- Lists of American writers (en)
- Liste de romanciers américains (en)